# Massiel
María Félix de los Ángeles Santamaría Espinosa, mieux connue sous son nom d'artiste Massiel est une chanteuse et actrice espagnole née à Madrid de parents asturiens le 2 août 1947. 

## Biographie
L'artiste enregistre ses premiers disques en 1966. En 1967 elle rencontre le succès avec le titre Rosas en el mar non seulement en Espagne, mais aussi en Amérique latine. 
Elle gagne le Concours Eurovision de la chanson avec le titre La, la, la en 1968 pour l'Espagne. À l'origine Joan Manuel Serrat aurait dû représenter l'Espagne, mais comme il ne souhaitait chanter qu'en catalan, Massiel le remplaça pour l'événement. Un documentaire espagnol de 2008, réalisé par Montse Fernandez Vila, prétendit que cette victoire aurait été truquée par le Général Franco qui espérait ainsi redorer le blason de son pays. Il aurait personnellement fait acheter des votes pour garantir la victoire espagnole. La chanteuse Massiel démentit formellement ces accusations. 
Massiel démarre aussi une carrière d'actrice, tourne dans de nombreux films et joue dans de nombreuses pièces de théâtre de Brecht et de Shakespeare en Espagne. En 1976, l'artiste fait une pause pour élever son premier fils Aitor Carlos Sayas, puis reprend avec succès sa carrière de chanteuse avec les albums Tiempos Dificiles (1981) et Corazon De Hierro  (1983).

## Titres connus
- 1966 Rufo el pescador
- 1966 ¿Y sabes que vi?
- 1966 Él era mi amigo
- 1967 Rosas en el mar
- 1967 Aleluya nº1
- 1967 La moza de los ojos tristes
- 1968 La, la, la
- 1968 Deja la flor
- 1970 Dejas las montañas
- 1973 Rompe los silencios
- 1976 María de los guardias
- 1981 Eres
- 1981 El amor
- 1982 Acordeón
- 1983 Marinero
- 1983 Más fuerte
- 1984 Voy a empezar de nuevo
- 1986 Todo lo que cambié por ti
- 1986 Volverán